# 모리 와타루
모리 와타루(일본어: 森 亘, 1926년 1월 10일 ~ 2012년 4월 1일)는 일본의 병리학자이며 도쿄 대학 명예교수, 전 도쿄 대학 총장이다. 전공은 병리학.

## 인물
도쿄도 출신으로 1951년 도쿄 제국대학 이학부 의학과를 졸업하고 동 대학원에서 의학박사 학위를 받았다. 이후 도쿄 의과치과대학에서 조교수와 교수를 거쳐 1973년에 도쿄 대학 의학부 교수, 1981년부터 1983년까지 도쿄 대학 의학부장, 1985년에 도쿄 대학 총장으로 취임하여 1989년까지 맡았고 그 외에 일본 국립 대학 협회 회장, 일본 의학회 회장 등을 맡았다. 2012년에 폐렴으로 사망했다(향년 86세).

## 주요 업적
- 극증간염이 일어나는 구조의 해명 - The Shwartzman reaction: a review including clinical manifestations and proposal for a univisceral or single organ third type.
- 멜라토닌의 발견과 그에 계속되는 실험적 연구 - “Isolation of melatonin, The pineal gland factor that lightens melanocystes”(J. Am. Chem. Soc., 1958, 80 (10), pp 2587–2587)

## 주요 경력

### 학력
- 1938년 3월 : 도쿄 고등사범학교 부속 초등학교(현재의 쓰쿠바 대학 부속 초등학교) 졸업
- 1943년 3월 : 도쿄 고등사범학교 부속 중학교(현재의 쓰쿠바 대학 부속 중학교·고등학교) 졸업[1]
- 1947년 3월 : 구제 제일고등학교 졸업
- 1951년 3월 : 도쿄 제국대학 의학부 의학과 졸업
- 1956년 11월 ~ 1959년 7월 : 예일 대학교에서 유학
- 1957년 7월 : 도쿄 대학 대학원 의학박사 학위 취득
- 1966년 11월 ~ 1967년 11월 : 케임브리지 대학교에서 유학

### 경력
- 1960년 10월 : 도쿄 의과치과대학 의학부 조교수(제1병리학 강좌)
- 1968년 10월 : 도쿄 의과치과대학 의학부 교수(제1병리학 강좌)
- 1973년 12월 : 도쿄 대학 의학부 교수(병리학 교실)
- 1981년 4월 ~ 1983년 3월 : 도쿄 대학 의학부장
- 1985년 4월 : 도쿄 대학 총장
- 1989년 3월 : 도쿄 대학 총장직에서 퇴임, 그 후 명예교수
- 도쿄 공과대학 이사

### 기타 대외 경력
- 1988년 ~ 1991년 : 일본 학술 회의 회원(제14기)
- 1989년 : 과학기술회의 의원
- 1992년 ~ 1998년 6월 : 일본 의학회 회장
- 1995년 : 일본 학사원 회원
- 일본 암학회 명예회원
- 일본 간장학회 명예회원
- 재단법인 의료과학연구소 이사장
- 공익 재단법인 국제 과학 기술 재단 평의원
- 재단법인 국제의료기술교류재단 평의원
- 재단법인 시세이도 사회복지사업재단 이사
- 재단법인 국제협력의학연구진흥재단 이사
- 재단법인 일본국제의학협회 명예고문
- 재단법인 도쿄도 고령자 연구·복지진흥재단 이사
- 재단법인 일중의학협회 회장
- 재단법인 우주과학진흥회 이사
- 재단법인 시마즈 과학기술진흥재단 이사
- 재단법인 국제의학정보센터 평의원
- 재단법인 의료용원자력기술연구진흥재단 이사장
- 재단법인 건강·체력 만들기 사업 재단 평의원
- 재단법인 오키나카 기념 성인병 연구소 이사
- 재단법인 사사키 연구소 평의원
- 재단법인 장수과학진흥재단 평의원
- 재단법인 임상 약리 연구 진흥 재단 이사
- 재단법인 성 누가·생명과학연구소 평의원
- 재단법인 미쓰비시 재단 이사
- 재단법인 암연구회 평의원
- 특정비영리활동법인 일중산학관교류기구 특별고문
- IDE 대학 협회 회장

## 수상 경력
- 1996년 : 독일 연방공화국 공로훈장
- 1998년 : 문화공로자
- 2001년 : 훈1등 서보장
- 2003년 : 문화훈장
- 2004년 : 분쿄구 구민영예상

## 저서
- 내셔널 지오그래픽 협회 편 / 일본어판, 모리 와타루 감수 (1988년). 《人体の神秘―驚くべき超精密マシン》 [인체의 신비 - 놀랄 만한 초정밀 기계]. 후쿠타케 쇼텐.
- 모리 와타루 (1989년). 《総長室の一五〇〇日》 [총장실의 1500일]. 도쿄 대학 출판회.